# 容西
容西（法語：Joncy，法語發音：[ʒɔ̃si]）是法国索恩-卢瓦尔省的一个市镇，属于马孔区。

## 地理
容西（46°36'48"N, 4°33'29"E）面积15.15 平方千米，位于法国勃艮第-弗朗什-孔泰大區索恩-卢瓦尔省，该省份为法国中部省份，北起顺时针与科多尔省、汝拉省、安省、罗讷省、卢瓦尔省、阿列省和涅夫勒省接壤。
与容西接壤的市镇（或旧市镇、城区）包括：圣马丹拉帕特鲁耶、比尔济、热努伊、馬里、吉河畔圣克莱芒。

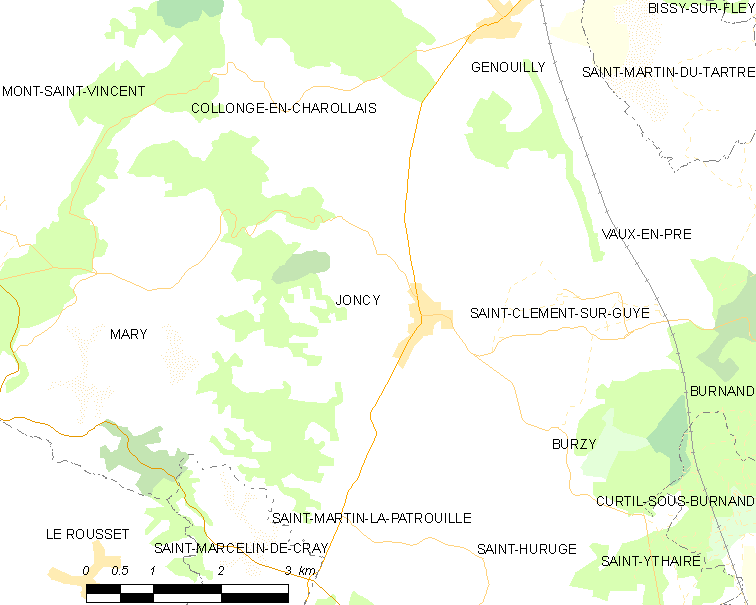
容西的OSM定位图

容西的时区为UTC+01:00、UTC+02:00（夏令时）。

## 行政
容西的邮政编码为71460，INSEE市镇编码为71242。

## 政治
容西所属的省级选区为布朗济县。

## 人口

1962-2008年间容西人口变化图示

容西于2022年1月1日时的人口数量为511人。